# هيربيرت فولمان

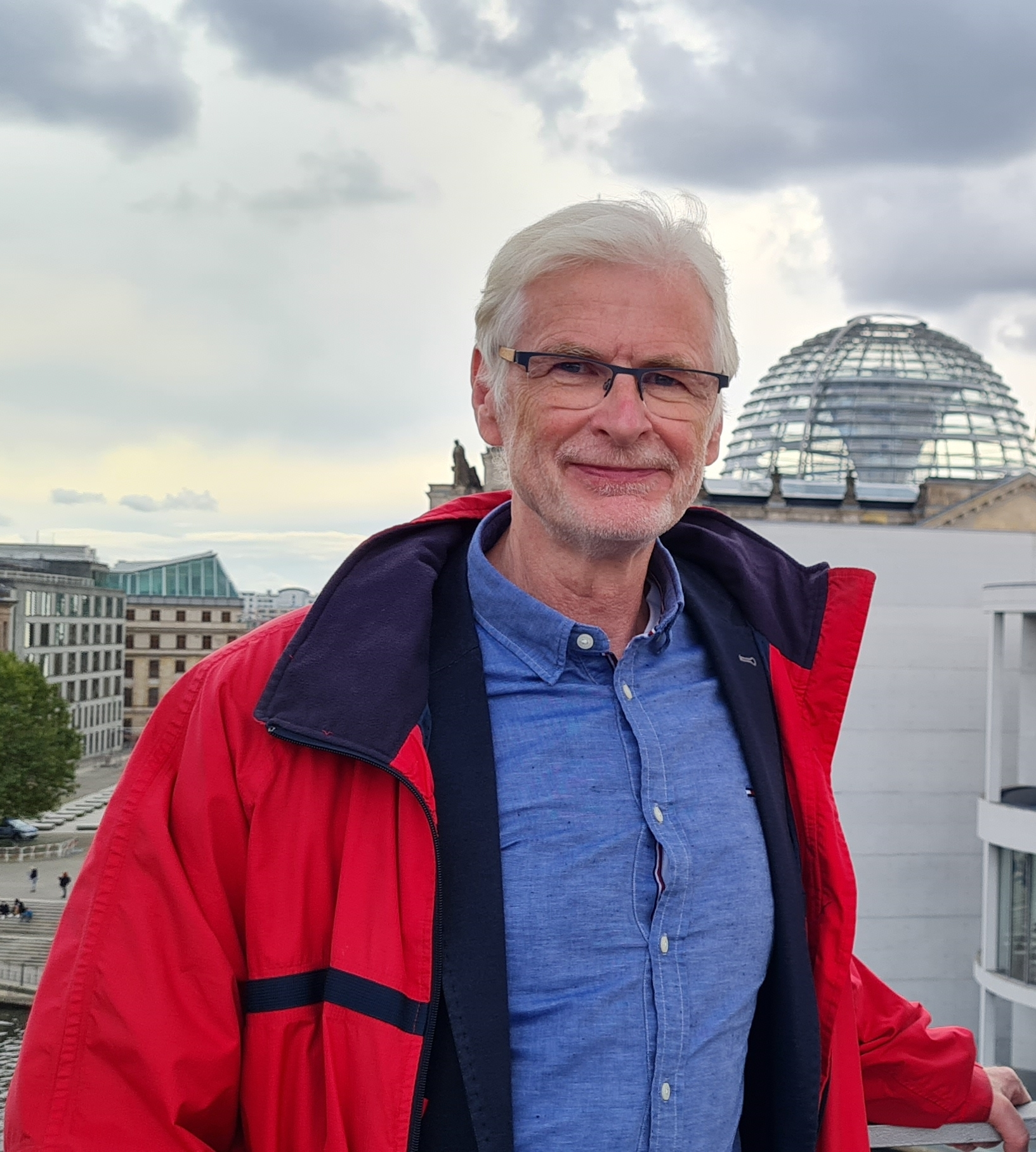
د. هيربيرت فولمان في مبنى البندستاغ

هيربيرت فولمان، وُلد في الرابع عشر من يناير 1951 في برلين كارلشورست هو طبيب وسياسي ألماني وعضو في الحزب الديموقراطي الاجتماعي. بدأ فولمان مسيرته السياسية عام 2021 بعدما انتُخب ممثلا عن دائرته الانتخابية ألتمارك وحصل على معقد مباشر في البندستاغ الألماني، وهو عضو في كل من اللجنة الصحية واللجنة الرياضية للدورة الإنتخابية الواحدة والعشرين.

## حياته
وُلد هيربيرت فولمان بالقرب من العاصمة الألمانية برلين، لكنه انتقل عام 1992 إلى شتيندال في ولاية ساكسونيا انهالت، حيث اشرف على البناء والإدارة الطبية لمختبر القسطرة القلبية التابع لمستشفى يوهانيتير، كما بدأ العمل طبيباً باطنياً منذ عام 1996. فولمان متزوج وأب لخمسة أبناء.